# Ульгеб
Ульгеб — село в Тляратинском районе Дагестана. Входит в состав сельского поселения сельсовет Герельский.

## География
Расположено в 21,5 км к юго-востоку от районного центра — села Тлярата, на правом берегу реки Аварское Койсу (Джурмут), примыкает к северной окраине села Гортноб.

## Население
| 1869 | 1888 | 1895 | 1926 | 1939 | 1970 | 1989 |
| ---- | ---- | ---- | ---- | ---- | ---- | ---- |
| 49   | ↗64  | ↗65  | ↘53  | ↘47  | ↗91  | ↗111 |
| 2002 | 2010 | 2021 |      |      |      |      |
| ↘89  | ↗209 | ↗231 |      |      |      |      |